# Langengrobsdorf
Langengrobsdorf gehört seit dem 1. Juli 1950 zur Stadt Gera in Thüringen.

## Geographie
Langengrobsdorf ist der westlichst gelegene Ortsteil von Gera an der Grenze zur Verwaltungsgemeinschaft Münchenbernsdorf im Landkreis Greiz.

## Geschichte
Der Bebauung und des Namens nach kann Langengrobsdorf seinen deutschen Ursprung nicht verleugnen. Erstmals urkundlich erwähnt wurde Langengrobsdorf als Langengrabistorf in einer Urkunde Heinrichs von Gera vom 8. Februar 1416 über eine Stiftung für die Allerheiligenkapelle in Schleiz.
Die Lehn- und Erbgerichte über den Ort standen bis 1650 je nach Besitztum den Rittergütern Groß- und Kleinsaara zu, ab diesem Jahr vereinigte die Familie beide Güter in einer Hand. 1729 erwarb das Haus Reuß das Rittergut und wandelte es in ein Kammergut um. Seitdem wurde das Kammergutsgericht vom reußischen Justizamt Gera betreut.
Langengrobsdorf besaß keine eigene Kirche bzw. Schule und gehörte kirchlich gemeinsam mit Geißen, Groß- und Kleinsaara zur Parochie Saara. Der Ort schulte nach Geißen und pfarrte zeitweise nach Geißen bzw. Großsaara. 1827 zählte der Ort 10 Häuser und 47 Einwohner.
Am 1. Juli 1950 wurde der Ort nach Gera eingemeindet. Ende 1960 war Langengrobsdorf als einziger Vorort Geras noch nicht vollgenossenschaftlich organisiert.

## Politik
Langengrobsdorf hat zusammen mit Dürrenebersdorf seit 2021 eine Ortsteilverfassung. Zum Ortsteilbürgermeister wurde am 26. September 2021 Ulrich Porst gewählt. Er bildet zusammen mit 4 weiteren Mitgliedern den Ortsteilrat.

## Entwicklung der Einwohnerzahl
| Jahr      | 1827 | 1864 | 1921 | 2008 | 2013 |
| Einwohner | 47   | 72   | 80   | 116  | 94   |

## Verkehr
- Langengrobsdorf liegt zwischen der Landesstraße 3002 (ehemals Bundesstraße 2) und der Landesstraße 1076.
- ÖPNV-Anschluss besteht in Langengrobsdorf nicht; die nächstgelegenen Haltestellen befinden sich in Windischenbernsdorf (GVB-Linie 17, Regionalverkehr) und Dürrenebersdorf (GVB-Linie 10).
- Nächstgelegener Bahnhof ist Gera Süd.

## Sport
TSV Gera-Westvororte mit Sitz und Spielstätte in Scheubengrobsdorf. Angebotene Sportarten sind Fußball, Volleyball, Gymnastik.

## Bildung
Im Ort gibt es keine Kindereinrichtung und keine Schulen. Nächstgelegene Kindereinrichtungen sind die
- Kindertagesstätte Zauberwald in Frankenthal mit Krippe, Kindergarten und Hort der
- Kneipp-Kindergarten Am Maulwurfshügel (nur Kindergarten) oder die
- Kindertagesstätte der Volkssolidarität „Am Walde“ in Dürrenebersdorf für Kinder von 3 Monaten bis zum Schulalter.
- Zuständige Grundschule ist die Grundschule Saarbachtal in Scheubengrobsdorf.
- Nächstgelegene Regelschule ist die Regelschule Debschwitz.